# Guénrij Yagoda
Guénrij Grigórievich Yagoda (en ruso Генрих Григорьевич Ягода, nacido Енох Гершонович Иегуда, Yenoj Gershónovich Ieguda; Nizni Nóvgorod, 7 de noviembre de 1891-Moscú, 15 de marzo de 1938) fue el jefe de la Policía secreta de la Unión Soviética NKVD entre 1934 y 1936.

## Biografía

### Primeros años
Yagoda nació en el seno de una familia judía, concretamente era hijo de un judío joyero de Letonia y se unió a los bolcheviques en 1907. Farmacéutico de profesión, después de la Revolución de Octubre de 1917, subió rápidamente en el escalafón de la Checa, la policía secreta bolchevique anterior a la NKVD, convirtiéndose en el lugarteniente de Féliks Dzerzhinski en septiembre de 1923. Había pasado a este desde la inspección del Ejército Rojo en 1919. Después de la muerte de Dzerzhinski en julio de 1926, Yagoda estuvo bajo el mando de Viacheslav Menzhinski. Sin embargo, debido a la mala salud de este último, fue Yagoda quien tenía el control verdadero de la policía secreta al final de la década de 1920.

### Carrera en la NKVD
La lealtad de Yagoda a Stalin era incuestionable y ya en 1931, como subjefe bajo Menzhinski, ordenó el traslado de miles de presos políticos para la construcción del Canal Mar Blanco-Báltico en el norte de Rusia, cuidando que la mayoría de ellos pereciera por culpa de los malos ltratos, el frío, y la pésima alimentación, gracias a la insistencia de Yagoda en "economizar" recursos al no emplear maquinaria pesada sino casi exclusivamente mano de obra en la obra de construcción del Canal, de forma que la prestación de mano de obra para los proyectos de Stalin cimentaba la influencia de Yagoda ante el dictador al dar un uso económico a la enorme masa de presos del Gulag.
Yagoda, aunque formalmente era subordinado de Menzhinski, supervisó el Primer Juicio de Moscú y la posterior ejecución de los líderes soviéticos acusados, entre los que se incluía a Grigori Zinóviev y Lev Kámenev en agosto de 1936. En esos casos Yagoda cumplió fielmente las disposiciones de Stalin, aunque al inicio cometió errores, como aceptar que muchos de los acusados jamás habían discrepado políticamente de Stalin; ante ello el dictador soviético ordenó a Yagoda cambiar las declaraciones de los acusados si era preciso, para culparlos de algún crimen.
El 10 de julio de 1934, dos meses después de la muerte de Menzhinski, Yagoda fue designado Comisario del Pueblo para Asuntos Internos, un cargo que le otorgaba el control de la policía soviética, incluyendo la policía secreta.

### En el cargo de Comisario del Pueblo para Asuntos Internos
La personalidad de Yagoda era tachada como muy corrupta por otros líderes comunistas que lo acusaban de ser un hombre lleno de vicios entre los que se encontraban las mujeres y las apuestas. El escritor Simón Sebag Montefiore va más allá y en su libro la "Corte del Zar Rojo" afirma que a Yagoda le gustaba coleccionar vinos, cultivar orquídeas, cortejar a la nuera de Máximo Gorki, acumular ropa interior femenina, comprar películas pornográficas alemanas y boquillas para cigarrillos decoradas con figuras obscenas.
Stalin no estuvo nunca del todo convencido del poder de Yagoda. En el Juicio de los Veintiuno, a Yagoda y otros condenados se los acusó del asesinato de Viacheslav Menzhinski y de Serguéi Kírov, asesinado en diciembre de 1934. Este último asesinato fue uno de los detonantes de la Gran Purga. Un punto que preocupaba a Stalin fue que Yagoda demorase tantos meses en descubrir la oposición trotskista dentro del PCUS, y que admitiera inicialmente la ausencia de pruebas hacia varios inculpados.
Fue bajo la época de Yagoda que éste ofreció a Stalin, para evitar posibles críticas, la elaboración de "cuotas" de detenciones en diversas circunscripciones de la URSS, advirtiendo que los "elementos antisoviéticos" no se hallaban solo en Moscú o Leningrado, lo cual perrmitía a Stalin también detectar y suprimir posibles opositores en regiones remotas. Así, Yagoda enviaba a su subordinado Nikolái Yezhov las "cuotas" de sospechosos que habían de ser arrestados en cada distrito, lo cual facilitó la acusación de inocentes con base en rumores y calumnias, pero satisfacía a Stalin sobre la "limpieza en profundidad" iniciada por Yagoda.
En septiembre de 1936, fue traspasado al Ministerio de Comunicaciones.

### Caída en desgracia, detención y ejecución
La paranoia de Stalin durante la época de la Gran Purga también alcanzó a Yagoda, sobre quien siempre mantuvo quejas debido a su renuencia en acusar inocentes. Tras varios meses en que Stalin rechazó sus pedidos de entrevistas personales, el 16 de septiembre de 1936 Nikolái Yezhov reemplazó a Yagoda al mando de la policía secreta y en marzo de 1937 el propio Yagoda fue arrestado. Se lo acusó de traición y de conspirar contra el gobierno en el último Juicio de Moscú en marzo de 1938.
Aleksandr Solzhenitsyn estuvo presente en el juicio de Yagoda y describió la impresionante confianza del acusado en que Stalin finalmente lo perdonaría, llegando a describir cómo Yagoda se levantaba de su banquillo y gritaba suplicando clemencia al segundo piso de la galería como si el propio Stalin estuviera allí: «¡A usted recurro! ¡Dos grandes canales he construido para usted!». Pese a estos ruegos, Yagoda fue declarado culpable pocos días después de empezar el juicio, y ejecutado el 15 de marzo de 1938 en el campo de fusilamiento de Communarka.
Aleksandr Orlov relató una conversación que tuvo con Yagoda unos días antes de su ejecución, mientras esperaba en la prisión de Lubianka. Cuando Orlov le preguntó si creía en Dios, Yagoda respondió: «De Stalin no merezco nada más que gratitud por mi leal servicio, de Dios merezco el más severo castigo por haber violado sus mandamientos miles de veces. Ahora mira donde estoy y juzga si existe un Dios o no...».

### La memoria de Yagoda en la Rusia actual
Yagoda, tras la muerte de Stalin en 1953, no fue rehabilitado por el régimen de Jruschev, alegando que había cometido "crímenes contra sus compatriotas" por imponer sentencias ante "acusaciones sin pruebas" durante la Gran Purga.
El retrato de Yagoda forma parte de los pósteres históricos que adornan las comisarías de policía en la Federación de Rusia.[cita requerida]